# Невзоров, Иван Арсентьевич
Ива́н Арсе́нтьевич Невзо́ров (4 июля 1903, Малое Кривощёково, Томский уезд, Томская губерния, Российская империя — 17 июня 1997, Йошкар-Ола, Марий Эл, Россия) — советский военный деятель. Участник советско-финляндской войны. В годы Великой Отечественной войны — штурман 262-й ночной бомбардировочной авиационной дивизии 17-й воздушной армии на Юго-Западном фронте, майор. Гвардии подполковник (1956). Кавалер ордена Ленина (1950). Член ВКП(б) с 1930 года.

## Биография
Родился в дер.  Малое Кривощёково Томского уезда Томской губернии Российской империи (ныне – в составе Новосибирска).
С марта 1921 года — на армейской службе. В 1929 году во время конфликта на Китайско-Восточной железной дороге – шофёр командарма В. Блюхера.
В 1930 году принят в ВКП(б). В 1931 году окончил Оренбургское авиационное училище. Участник войны с Финляндией и Великой Отечественной войны: штурман 262-й ночной бомбардировочной авиационной дивизии 17-й воздушной армии на Юго-Западном фронте, майор. Участвовал в обороне Москвы, битве под Сталинградом, штурме Берлина. В 1956 году вышел в отставку в звании подполковника. Награждён орденами Ленина, Красного Знамени, Отечественной войны I и II степени, Красной Звезды и медалями.
Скончался 17 июня 1997 года в Йошкар-Оле.

## Боевые награды
- Орден Ленина (15.11.1950)[4]
- Орден Красного Знамени (30.07.1943; 30.04.1945; 26.10.1955)[4]
- Орден Отечественной войны I степени (29.04.1944)[4]
- Орден Отечественной войны II степени (06.04.1985)[5][6]
- Орден Красной Звезды (03.11.1944)[4]
- Медаль «За оборону Москвы» (01.05.1944)[4]
- Медаль «За оборону Сталинграда» (22.12.1942)[4]
- Медаль «За победу над Германией в Великой Отечественной войне 1941—1945 гг.» (09.05.1945)[4]
- Медаль «За взятие Берлина» (09.06.1945)[4]
- Медаль «За воинскую доблесть. В ознаменование 100-летия со дня рождения Владимира Ильича Ленина»
- Медаль «30 лет Болгарской народной армии» (14.09.1974)[4]

## Память
В память о гвардии подполковнике И. А. Невзорове на доме в Йошкар-Оле, где он жил (Ленинский проспект, 49), была установлена мемориальная доска.